# Chicomecóatl

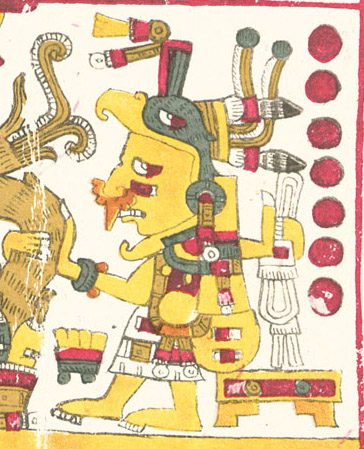
Chicomecóatl descrita en el Códice Borgia.

Chicomecóatl (del náhuatl: Chicomekoatl ‘siete serpiente’‘chikome, siete; koatl, serpiente’) era la diosa mexica de la subsistencia, en especial del maíz, principal patrona de la vegetación y, por extensión, diosa también de la fertilidad, también llamada Xilonen (‘la peluda’). En la mitología nahua de la Huasteca se le conoce con el nombre de Chicomexóchitl (del náhuatl: Chikomexochitl ‘Siete flor’‘chikome, siete; xochitl, flor’).
Esta deidad era la parte femenina de Cintéotl. Se la podía llamar también Xilonen, refiriéndose a las barbas del maíz en vaina, se la consideraba «joven madre del jilote [maíz tierno]», así era protectora de una de las fases del ciclo del maíz. Xilonen también podía ser llamada Centeocíhatl y se encontraba casada con Tezcatlipoca. Otra forma asociada a Chicomecoatl es Ilamatecuhtli (‘anciana dignataria’, ‘ama anciana’), la mazorca madura, cubierta por hojas arrugadas y amarillentas.
El culto a Chicomecóatl, sobre todo durante el periodo cultural medio, se centraba en el mes huei tozoztli (‘del ayuno prolongado’) que se sitúa en septiembre. Entonces los altares de las casas eran adornados con plantas de maíz y en los templos se bendecían sus semillas, mientras le era ofrecida en sacrificio una joven decapitada que representaba a la diosa, cuya sangre se vertía sobre una estatua de Chicomecóatl, mientras que, con su piel, una vez desollada, se vestía un sacerdote. Por otra parte, Xilonen también recibía sacrificios humanos el 24 de junio para conseguir una cosecha abundante.
Entre sus representaciones se encuentran;
- En los códices mexicas tenía pintados de rojo cuerpo y rostro y con los atributos de Chalchiuhtlicue, como su tocado (una especie de mitra de papel) y pequeñas líneas sobre sus mejillas.
- En las esculturas lleva en cada mano una doble mazorca de maíz.
- Una muchacha llevando flores acuáticas.
- Una mujer cuyo abrazo supone una muerte segura.
- Una madre que lleva a cuestas el Sol como protección.

En el periodo arcaico surgió el culto a Chicomecóatl, considerándola como diosa de la fecundidad agraria y humana, que explica su identificación con Xochiquétzal por su doble advocación. Los nombres calendáricos en el lenguaje adivinatorio que llevan el numeral siete significan semillas, en pocas palabras, «siete serpientes» es la denominación secreta del maíz, al igual que las pepitas de calabaza se denomina como «siete águilas».
La buena suerte es sinónimo del número siete, que se encuentra a la mitad de la serie numérica fundamental del número 1 al número 13, teniendo como significado que la mitad es el corazón del hombre Yólotl y también el de las mazorcas Olotl, razón por la cual Chicomecóatl también es conocida por el nombre de Tlalli Yóllotl. Chicomecóatl representa el concepto sagrado de la fertilidad que tenía significativa vigencia más allá de los límites de Tenochtitlan.

## Celebración

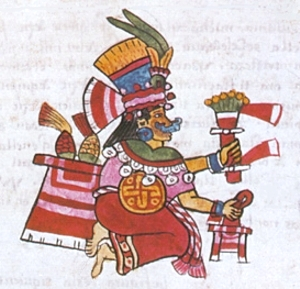
La diosa Xilonen en el Códice Magliabecchiano.

En el cuarto mes se celebraba el culto hacia Chicomecóatl que era llamado Huey Tozoztli (gran velación) y era «la fiesta a la diosa de las mieses, Cintéotl, y la diosa de los mantenimientos, Chicomecóatl». Antes de que comenzara la festividad, el pueblo ayunaba cuatro días, durante los cuales colocaban espadañas junto con las imágenes de los dioses, cortadas y con sangre de partes de cuerpo humano como orejas y piernas que se obtenían mediante el autosacrificio.
Los jóvenes de ambos sexos, por la mañana pedían, por separado, limosnas en las casas donde se encontraban las representaciones de la diosa. El pueblo frente al templo de la diosa ofrecía todo tipo de maíz, frijoles y chía. También los niños que se juntaban y que se compraban, en el primer mes, eran sacrificados en esta celebración con el fin de obtener lluvias.
Es evidente, que la celebración de este culto hacia Chicomecóatl, estaba dirigido a la creación de las semillas del maíz para asegurar su continuidad vital y, con ella, obtener su principal mantenimiento. En el ámbito numinoso de la Madre Tierra, sustentadora de la existencia humana, Chicomecóatl, era alabada con este canto:

Siete-mazorcas, ya levántate, ¡despierta (…)! ¡Ah, es nuestra Madre! Tú no nos dejarás huérfanos: Tú te vas ya a tu casa, el Tlalocan. Siete-Mazorcas ya levántate, ¡despierta…! ¡Ah, es nuestra Madre! Tú no nos dejarás huérfanos: Tú te vas ya a tu casa, el Tlalocan.

El pueblo cantaba esta canción que se consideraba más bien como un himno para despertar a Chicomecóatl o Chicomolotzin, en pocas palabras se imaginaba como a la vegetación dormida. Se pensaba que el grano que era sembrado iba al paraíso del este que era lugar donde se unían la fertilidad-abundancia-resurrección llamado Tlalocan, que era un mundo del color rojo como la vestimenta de la diosa y del maíz joven, diferente del blanco maíz maduro que está asociado al oeste, a Teteoinan-Tochi, diosa de la tierra.